# ホーリーマン
『ホーリーマン』（Holy Man）は、1998年にアメリカで公開されたコメディ映画。
WOWOWで放送された際には、『ホーリーマン/エディ・マーフィはカリスマ救世主』という副題が付けられた。

## ストーリー
TVショッピングのプロデューサー、リッキーは担当する番組の業績不振に悩んでいた。ある日、2週間以内に数字を伸ばさなければ社長から解雇すると告げられたリッキーの前に「G」と名乗る謎の巡礼者が現れる。Gは誰に対しても優しく、その独特の語り口調には多くの人を魅了する力があった。Gの話術を知ったリッキーは起死回生を狙って彼を自身の番組に出演させると、瞬く間に番組はヒットする。こうして成功を手にしたかに見えたリッキーだったが、Gの様子に異変が生じてしまう。

## キャスト
※括弧内は日本語吹替
- G - エディ・マーフィ（銀河万丈）
- リッキー・ヘイマン - ジェフ・ゴールドブラム（大塚芳忠）
- ケイト・ニューウェル - ケリー・プレストン（日野由利加）
- ジョン・マクベインブリッジ - ロバート・ロッジア（阪脩）
- サム（ディレクター） - サム・キッチン（小山武宏）
- バリー - ジョン・クライヤー（伊藤和晃）
- スコット・ホークス - エリック・マコーマック（鈴置洋孝）
- アル（芝生マットのセールスマン） - マーク・ブラウン（田中正彦）
- サイモン医師 - ティム・パウエル（岩田安生）
- 本人役 - モーガン・フェアチャイルド（寺内よりえ）
- 本人役 - ベティ・ホワイト
- 本人役 - フローレンス・ヘンダーソン
- 本人役 - ジェームス・ブラウン（宝亀克寿）
- 本人役 - スーピィ・セールス
- 本人役 - ダン・マリーノ
- 本人役 - ウィラード・スコット
- 本人役 - ニノ・セルッティ（有本欽隆）

## スタッフ
- 監督：スティーヴン・ヘレク
- 製作：スティーヴン・ヘレク、ロジャー・バーンバウム
- 製作総指揮：ジェフリー・チャーノフ、ジョナサン・グリックマン
- 脚本：トム・シュルマン
- 撮影：エイドリアン・ビドル
- 音楽：アラン・シルヴェストリ